# IBM Serie 600
La serie 600 de IBM comprende una serie de las primeras máquinas programables lanzadas comercialmente por la empresa IBM, comenzando por una serie de Calculadoras programables de tarjetas perforadas (601 a 609) y acabaron con dos pequeños ordenadores de uso general (610 y 650). 
| Año   | Modelo                    | Nombre                              | Operaciones soportadas | Tecnología     | Comentario |
| ----- | ------------------------- | ----------------------------------- | ---------------------- | -------------- | --- |
| 1931  | 601                       | Multiplying Punch                   | +, -, x                | Mecánico       | Primer calculador de IBM que podía multiplicar |
| 1944  | Aberdeen Relay Calculator | Pluggable Sequence Relay Calculator | +, -, x, ÷, √          | Relés          | Variante del 601 usando relés, diseñada en colaboración con el ejército y no vendida por la IBM comercialmente, se construyeron dos unidades.                          |
| 1946  | 602                       | Calculating Punch                   | +, -, x, ÷             | Mecánico       | Primer calculador de IBM que podía dividir, no llegó a funcionar perfectamente.                                                                                        |
| 1948  | 602-A                     | Calculating Punch                   | +, -, x, ÷             | Mecánico       | Un 602 "que funcionaba" |
| 1946  | 603                       | Electronic Multiplier               | +, -, x, ÷             | Tubos de vacío | Primer calculador electrónico comercial |
| 1948  | 604                       | Electronic Calculating Punch        | +, -, x, ÷             | Tubos de vacío | Mejora de los circuitos y mucho más rápido que las 601 y 602, fue la CPU de las CPC.                                                                                   |
| 1949  | 605                       | Electronic Calculating Punch        | +, -, x, ÷             | Tubos de vacío | Ligeras mejoras sobre la 604, fue la CPU de las CPC II |
| 1949  | CPC y CPC II              | Card-Programmed Calculator          | +, -, x, ÷             | Tubos de vacío | Combinaban una 604 (CPC) o una 605 (CPC II) con una tabuladora, una perforadora y una unidad de memoria, lo que permitía disponer de programas almacenados en memoria. |
| 1954? | 606                       |                                     | +, -, x, ÷             | Transistores   | Fue solo un prototipo que no pasó a producción, siendo una versión a transistores de la 604. Este desarrollo derivó en la 608.                                         |
| 1953  | 607                       | Electronic Calculating Punch        | +, -, x, ÷             | Tubos de vacío | Era una 605 con más memoria y velocidad |
| 1953  | 608                       | Transistor Calculator               | +, -, x, ÷             | Transistores   | Pionero en el uso de transistores |
| 1960  | 609                       | Transistor Calculator               | +, -, x, ÷             | Transistores   | Una mejora del modelo 608 más rápido y con más memoria |
| 1957  | 610                       | Auto-Point Computer                 | +, -, x, ÷, √          | Tubos de vacío | Primero para uso "personal" en una oficina, primero con un teclado como unidad de entrada.                                                                             |
| 1953  | 650                       | Computer                            | +, -, x, ÷, √          | Transistores   | Primero fabricado a gran escala |

- Datos: Q48784684